# لوك توماس (طاهي)
لوك توماس (بالإنجليزية: Luke Thomas)‏ هو طاهي بريطاني، ولد في 2 أكتوبر 1993 في Connah's Quay ‏ في المملكة المتحدة.